# س. جاي موسلي
س. جاي موسلي (بالإنجليزية: C. J. Mosley)‏ هو لاعب كرة قدم أمريكية أمريكي، ولد في 6 أغسطس 1983 في فورت نوكس في الولايات المتحدة.

## وصلات خارجية
- س. جاي موسلي على موقع مرجع كرة القدم المحترفة.كوم (الإنجليزية)